# Gentiana khammouanensis
Gentiana khammouanensis là một loài thực vật có hoa trong họ Long đởm. Loài này được Hul mô tả khoa học đầu tiên năm 2007.